# Bruno Bichir
Bruno Bichir Nájera (Città del Messico, 6 ottobre 1967) è un attore messicano.

## Biografia
Nato a Città del Messico, proviene da una famiglia di origini libanesi, è figlio degli attori Alejandro Bichir e Maricruz Nájera. Anche i suoi fratelli Odiseo e Demián Bichir sono attori.
Dopo aver esordito al cinema in un ruolo secondario nel film Sotto tiro, ottiene poi nel 1986 un ruolo nel film Frida, Naturaleza Viva, pellicola sulla vita di Frida Kahlo. Ha studiato al "Centro di formazione cinematografica" di Città del Messico.
Nel 2001, lui e suo fratello Demián hanno recitato nella commedia spagnola Nessuna notizia da Dio, ed entrambi hanno ricevuto una candidatura per il premio Miglior Bichir in un film all'edizione messicana degli MTV Movie & TV Awards. Nel 2018, prende parte ad un'altra produzione di rilievo, interpretando il ruolo di un contadino sordomuto nel film Soldado di Stefano Sollima, sequel di Sicario.
Nel 2019 diventa membro dell'Academy of Motion Picture Arts and Sciences.

## Filmografia parziale

### Cinema
- Sotto tiro (Under Fire), regia di Roger Spottiswoode (1983)
- Frida, Naturaleza Viva, regia di Paul Leduc (1986)
- El patrullero, regia di Alex Cox (1991)
- Principio y fin, regia di Arturo Ripstein (1993)
- Motel Eden (El jardín del Edén), regia di María Novaro (1994)
- Nel cuore della città - Midaq Alley (El callejón de los milagros), regia di Jorge Fons (1995)
- Nessuno parlerà di noi (Nadie hablará de nosotras cuando hayamos muerto), regia di Agustín Díaz Yanes (1995)
- Nessuna notizia da Dio (Sin noticias de Dios), regia di Agustín Díaz Yanes (2001)
- Che - L'argentino (Che: The Argentine), regia di Steven Soderbergh (2008)
- Julia, regia di Érick Zonca (2008)
- Soldado (Sicario: Day of the Soldado), regia di Stefano Sollima (2018)
- Kiss of the Spider Woman, regia di Bill Condon (2025)

### Televisione
- Narcos, episodi 1x03-1x05, 1x07-1x08, 2x01-2x02, 2x04-2x05, 2x07 (2015-2016)
- Absentia, prima stagione (2017)
- Titans, episodio 1x04 (2018)
- Ozark, quarta stagione (2022)
- Bandidos (2024)

### Doppiatore
- Pedro: Galletto coraggioso (Un gallo con muchos huevos, regia di Gabriel Riva Palacio Alatriste e Rodolfo Riva Palacio Alatriste (2015)

## Doppiatori italiani
Nelle versioni in italiano delle opere in cui ha recitato, Bruno Bichir è stato doppiato da:
- Alessio Cigliano in The Mosquito Coast, Titans
- Luigi Ferraro in Bersaglio del crimine - Non ti resta che scappare
- Antonio Sanna in Absentia
- Carlo Petruccetti in Ozark

Da doppiatore, è stato sostituito da:
- Paolo De Santis in Pedro: Galletto coraggioso